# 원소현
원소현(1999년 10월 20일 ~ )는 대한민국의 배우이다.

## 필모그래피

### 영화
- 2006년 《조폭 마누라 3》- 단역 다혜 딸
- 2007년 《허브》 - 단역 생일 친구 5

### 텔레비전 드라마
- 《아일랜드》 (2004년 9월 1일 ~ 10월 21일, MBC) - 아역 이중아 역
- 《궁》 (2006년 1월 11일 ~ 3월 30일, MBC)
- 《어느날 갑자기》 (2006년 2월 25일 ~ 4월 28일, SBS) - 어린 유란 역
- 《101번째 프러포즈》 (2006년 5월 29일 ~ 7월 25일, KBS2)

## 그 외 활동

### 광고
- 2003년 외환은행
- 2004년 카스타드
- 2006년 농심 별 따먹자